# Coleoscirus coatesi
Coleoscirus coatesi är en spindeldjursart som beskrevs av Den Heyer 1980. Coleoscirus coatesi ingår i släktet Coleoscirus och familjen Cunaxidae. Inga underarter finns listade i Catalogue of Life.